# Liste der Kulturdenkmale in Sasbachwalden
In der Liste der Kulturdenkmale in Sasbachwalden sind Bau- und Kunstdenkmale der Stadt Sasbachwalden verzeichnet, die im „Verzeichnis der unbeweglichen Bau- und Kunstdenkmale und der zu prüfenden Objekte“ des Landesamts für Denkmalpflege Baden-Württemberg verzeichnet sind. Dieses Verzeichnis ist nicht öffentlich und kann nur bei „berechtigtem Interesse“ eingesehen werden. Die folgende Liste ist daher nicht vollständig und beruht auf anderweitig veröffentlichten Angaben.

## Allgemein
- Bild: Zeigt ein ausgewähltes Bild aus Commons, „Weitere Bilder“ verweist auf die Bilder im Medienarchiv Wikimedia Commons.
- Bezeichnung: Nennt den Namen, die Bezeichnung oder die Art des Kulturdenkmals.
- Lage: Straßenname und Hausnummer oder Flurstücknummer des Kulturdenkmals, gegebenenfalls auch den Ortsteil. Die Grundsortierung der Liste erfolgt nach dieser Adresse. Der Link (Karte) führt zu verschiedenen Kartendiensten mit der Position des Kulturdenkmals. Fehlt dieser Link, wurden die Koordinaten noch nicht eingetragen. Sind diese bekannt, können sie über ein Tool mit einer Kartenansicht einfach nachgetragen werden. In dieser Kartenansicht sind Kulturdenkmale ohne Koordinaten mit einem roten bzw. orangen Marker dargestellt und können durch Verschieben auf die richtige Position in der Karte mit Koordinaten versehen werden. Kulturdenkmale ohne Bild sind an einem blauen bzw. roten Marker erkennbar.
- Datierung: Baubeginn, Fertigstellung, Datum der Erstnennung oder grobe zeitliche Einordnung entsprechend des Eintrags in der zuständigen Denkmaldatenbank (Landesamt für Denkmalpflege Baden-Württemberg).
- Beschreibung: Kurzcharakteristik des Kulturdenkmals.

## Liste

### Gesamtanlage Ortsmitte
| Bild           | Bezeichnung                                 | Lage                              | Datierung                    | Beschreibung                                                       | ID |
| -------------- | ------------------------------------------- | --------------------------------- | ---------------------------- | ------------------------------------------------------------------ | -- |
|                | Wohn- und Wirtschaftsgebäude Am Altenrain 2 | Am Altenrain 2 (Karte)            | 1844                         | Geschützt nach § 2 DSchG                                           | BW |
|                | Schulhaus, Haus Felseneck                   | Am Altenrain 3 (Karte)            | 1813/14                      | Geschützt nach § 2 DSchG                                           | BW |
|                | Einhaus Am Hohacker 1                       | Am Hohacker 1 (Karte)             | 19. Jahrhundert              | Geschützt nach § 2 DSchG                                           | BW |
|                | Wohn- und Geschäftshaus Am Werth 1          | Am Werth 1 (Karte)                | Anfang 20. Jahrhundert       | erhaltenswertes Gebäude                                            | BW |
|                | Wohnhaus Am Werth 3                         | Am Werth 3 (Karte)                | 19. Jahrhundert              | erhaltenswertes Gebäude                                            | BW |
|                | Elektrizitätswerk                           | Am Werth 6 (Karte)                | 1921/22                      | Geschützt nach § 2 DSchG                                           | BW |
|                | Wohnhaus Am Werth 8                         | Am Werth 8 (Karte)                | 1957                         | Geschützt nach § 2 DSchG                                           | BW |
|                | Gehöft Am Werth 9                           | Am Werth 9 (Karte)                | erste Hälfte 19. Jahrhundert | Prüffall                                                           | BW |
|                | Wohnhaus Am Werth 10                        | Am Werth 10 (Karte)               | 1950er Jahre                 | Prüffall                                                           | BW |
|                | Wohnstallhaus Am Werth 21                   | Am Werth 21 (Karte)               | 18. Jahrhundert              | Geschützt nach § 2 DSchG                                           | BW |
|                | Wohnhaus Am Werth 23                        | Am Werth 23 (Karte)               | 1755                         | Prüffall                                                           | BW |
|                | Grünfläche Am Werth und Königsrain          | Am Werth und Königsrain           |                              | erhaltenswerte Grünfläche                                          |    |
|                | Grünfläche Armenberg                        | Armenberg                         |                              | erhaltenswerte Grünfläche                                          |    |
|                | Bildstock Bachmatt 2                        | vor Bachmatt 2 (Karte)            | 1785                         | Geschützt nach § 2 DSchG                                           | BW |
|                | Wohn- und Wirtschaftsgebäude Bachmatt 3     | Bachmatt 3 (Karte)                | 1780                         | Geschützt nach § 2 DSchG                                           | BW |
|                | Scheune hinter Bachmatt 3                   | Bachmatt 3 (Karte)                | 1780                         | erhaltenswertes Gebäude                                            | BW |
|                | Wohnhaus Bachmatt 8                         | Bachmatt 8 (Karte)                | 20. Jahrhundert              | erhaltenswertes Gebäude                                            | BW |
|                | Brandbach                                   |                                   |                              | Erhaltenswertes Gewässer                                           |    |
|                | Das Werth                                   |                                   |                              | erhaltenswerte Grünfläche                                          |    |
|                | Wohnhaus Engelweg 1                         | Engelweg 1 (Karte)                | 1764                         | erhaltenswertes Gebäude                                            | BW |
|                | Wohnhaus Engelweg 9                         | Engelweg 9 (Karte)                | 1950er Jahre                 | Prüffall                                                           | BW |
|                | Bildstock Engelweg 9                        | bei Engelweg 9 (Karte)            | 1871                         | Geschützt nach § 2 DSchG                                           | BW |
|                | Wohnhaus Engelweg 10                        | Engelweg 10 (Karte)               | 1950er Jahre                 | erhaltenswertes Gebäude                                            | BW |
|                | Winkelgehöf Guthaltweg 3                    | Guthaltweg 3 (Karte)              | 1959                         | Prüffall                                                           | BW |
|                | Wohn- und Wirtschaftsgebäude Guthaltweg 4   | Guthaltweg 4 (Karte)              | 1. Hälfte 19. Jahrhundert    | Geschützt nach § 2 DSchG                                           | BW |
|                | Wohnhaus Guthaltweg 6                       | Guthaltweg 6 (Karte)              | 1968                         | erhaltenswertes Gebäude                                            | BW |
|                | Wohnhaus Guthaltweg 7                       | Guthaltweg 7 (Karte)              | 1749                         | Geschützt nach § 2 DSchG                                           | BW |
|                | Wohnhaus Guthaltweg 8                       | Guthaltweg 8 (Karte)              | 1852                         | erhaltenswertes Gebäude                                            | BW |
|                | Wohnhaus Hundeberg 2                        | Hundeberg 2 (Karte)               | Mitte 20. Jahrhundert        | erhaltenswertes Gebäude                                            | BW |
| Weitere Bilder | Wegkreuz Kirchweg                           | Kirchweg                          | 1876                         | Geschützt nach § 2 DSchG                                           |    |
|                | Gasthaus, Sternen bzw. Adler                | Kirchweg 1 (Karte)                | 19. Jahrhundert              | erhaltenswertes Gebäude                                            | BW |
|                | Pfarrhaus                                   | Kirchweg 2 (Karte)                | 1854                         | Geschützt nach § 2 DSchG                                           | BW |
|                | Pfarrgarten                                 | bei Kirchweg 2 (Karte)            |                              | erhaltenswerte Grünfläche                                          | BW |
|                | Gemeindehaus                                | hinter Kirchweg 2 (Karte)         | 1952                         | erhaltenswertes Gebäude                                            | BW |
|                | Gefallenendenkmal                           | vor Kirchweg 2 (Karte)            | 1925                         | Geschützt nach § 2 DSchG                                           | BW |
|                | Pfarrkirche, Heilige Dreifaltigkeit         | Kirchweg 4 (Karte)                | 1842–1844                    | Geschützt nach § 2 DSchG                                           | BW |
|                | Rathaus                                     | Kirchweg 6 (Karte)                | 1879/80                      | erhaltenswertes Gebäude                                            | BW |
|                | Wohn- und Geschäftshaus Königsrainstraße 1  | Königsrainstraße 1 (Karte)        | 19. Jahrhundert              | erhaltenswertes Gebäude                                            | BW |
|                | Rathaus                                     | Königsrainstraße 3 (Karte)        | 1857                         | erhaltenswertes Gebäude                                            | BW |
|                | Doppelwohnhaus Königsrainstraße 4, 6        | Königsrainstraße 4, 6 (Karte)     | 19. Jahrhundert              | Prüffall                                                           | BW |
|                | Wohnhaus Königsrainstraße 7                 | Königsrainstraße 7 (Karte)        | 19. Jahrhundert              | Prüffall                                                           | BW |
|                | Wohnhaus Königsrainstraße 8                 | Königsrainstraße 8 (Karte)        | 1930er Jahre                 | Prüffall                                                           | BW |
|                | Wohnhaus Königsrainstraße 11                | Königsrainstraße 11 (Karte)       | 1950er Jahre                 | Prüffall                                                           | BW |
|                | Wohnhaus Königsrainstraße 13                | Königsrainstraße 13 (Karte)       | 1930er Jahre                 | Prüffall                                                           | BW |
|                | Wohnhaus Königsrainstraße 15                | Königsrainstraße 15 (Karte)       | 1950er Jahre                 | Prüffall                                                           | BW |
|                | Sasbach                                     |                                   |                              | erhaltenswertes Gewässer                                           |    |
|                | Wegkreuz Talstraße                          | Talstraße                         | 1799                         | Geschützt nach § 2 DSchG                                           |    |
|                | Einhaus Talstraße 1                         | Talstraße 1 (Karte)               | 19. Jahrhundert              | Prüffall                                                           | BW |
|                | Wohn- und Geschäftshaus Talstraße 3         | Talstraße 3 (Karte)               | 1763                         | Geschützt nach § 2 DSchG                                           | BW |
|                | Gehöft Talstraße 4                          | Talstraße 4 (Karte)               | 1933                         | Geschützt nach § 2 DSchG                                           | BW |
|                | Wohnhaus Talstraße 5                        | Talstraße 5 (Karte)               | 19. Jahrhundert              | Prüffall                                                           | BW |
|                | Wohnhaus Talstraße 7                        | Talstraße 7 (Karte)               | 1839                         | Prüffall                                                           | BW |
|                | Wohnhaus Talstraße 8                        | Talstraße 8 (Karte)               | 1818                         | Geschützt nach § 2 DSchG                                           | BW |
|                | Scheune Talstraße 8                         | Talstraße 8 (Karte)               | 1818                         | erhaltenswertes Gebäude                                            | BW |
|                | Wohnhaus Talstraße 10                       | Talstraße 10 (Karte)              | 19. Jahrhundert              | erhaltenswertes Gebäude                                            | BW |
|                | Wohnhaus Talstraße 12                       | Talstraße 12 (Karte)              | 19. Jahrhundert              | erhaltenswertes Gebäude                                            | BW |
|                | Gasthof, Engel                              | Talstraße 14 (Karte)              | 1782                         | Geschützt nach § 2 DSchG                                           | BW |
|                | Wohnhaus Talstraße 15                       | Talstraße 15 (Karte)              | 1876                         | erhaltenswertes Gebäude                                            | BW |
|                | Wohnhaus Talstraße 16                       | Talstraße 16 (Karte)              | 1889                         | Geschützt nach § 2 DSchG                                           | BW |
|                | Wohnhaus Talstraße 18                       | Talstraße 18 (Karte)              | 1950er Jahre                 | Prüffall                                                           | BW |
|                | Wohn- und Geschäftshaus Talstraße 19        | Talstraße 19 (Karte)              | 19. Jahrhundert              | erhaltenswertes Gebäude                                            | BW |
|                | Wohn- und Geschäftshaus Talstraße 21        | Talstraße 21 (Karte)              | 19. Jahrhundert              | erhaltenswertes Gebäude                                            | BW |
|                | Wohnhaus Talstraße 22                       | Talstraße 22 (Karte)              | 1822                         | Geschützt nach § 2 DSchG                                           | BW |
|                | Scheune Talstraße 22                        | Talstraße 22 (Karte)              | 19. Jahrhundert              | erhaltenswertes Gebäude                                            | BW |
|                | Wohn- und Geschäftshaus Talstraße 23        | Talstraße 23 (Karte)              | 19. Jahrhundert              | erhaltenswertes Gebäude                                            | BW |
|                | Küferhaus                                   | Talstraße 26 (Karte)              | 1. Hälfte 20. Jahrhundert    | Geschützt nach § 2 DSchG                                           | BW |
|                | Wohn- und Geschäftshaus Talstraße 28        | Talstraße 28 (Karte)              |                              | Prüffall                                                           | BW |
|                | Ökonomiegebäude neben Talstraße 28          | Talstraße 28 (Karte)              | 1950er Jahre                 | erhaltenswertes Gebäude                                            | BW |
|                | Scheune Talstraße 29                        | Talstraße 29 (Karte)              | 19. Jahrhundert              | erhaltenswertes Gebäude                                            | BW |
|                | Gasthaus Talstraße 30                       | Talstraße 30 (Karte)              | 1950er Jahre                 | Prüffall                                                           | BW |
|                | Remise neben Talstraße 30                   | Talstraße 30 (Karte)              | 1950er Jahre                 | erhaltenswertes Gebäude                                            | BW |
|                | Gasthof, Sonne                              | Talstraße 32 (Karte)              | 1814                         | Geschützt nach § 2 DSchG                                           | BW |
|                | Gasthaus Talstraße 33                       | Talstraße 33 (Karte)              | 19. Jahrhundert              | erhaltenswertes Gebäude                                            | BW |
|                | Gasthaus Talstraße 36                       | Talstraße 36 (Karte)              | 19. Jahrhundert              | erhaltenswertes Gebäude                                            | BW |
|                | Wegkreuz Talstraße 39                       | neben Talstraße 39 (Karte)        | 1881                         | Geschützt nach § 2 DSchG                                           | BW |
|                | Wohnhaus Talstraße 41                       | Talstraße 41 (Karte)              | Frühes 20. Jahrhundert       | erhaltenswertes Gebäude                                            | BW |
|                | Wohnhaus Talstraße 42                       | Talstraße 42 (Karte)              | Frühes 20. Jahrhundert       | Prüffall                                                           | BW |
|                | Wohnhaus Talstraße 43                       | Talstraße 43 (Karte)              | Frühes 20. Jahrhundert       | Prüffall                                                           | BW |
|                | Wandbild, Gasthaus Gaishöll                 | Talstraße 44 (Karte)              | 1936                         | Zyklus von Wandbildern von Conrad Kayser Geschützt nach § 28 DSchG | BW |
|                | Gasthaus Talstraße 44                       | Talstraße 44 (Karte)              | Spätes 19. Jahrhundert       | erhaltenswertes Gebäude                                            | BW |
|                | Wohnhaus Talstraße 49                       | Talstraße 49 (Karte)              | 1950er Jahre                 | Prüffall                                                           | BW |
|                | Wohnhaus Talstraße 54                       | Talstraße 54                      | Frühes 20. Jahrhundert       | erhaltenswertes Gebäude                                            |    |
|                | Wohnhaus Talstraße 55                       | Talstraße 55 (Karte)              | 1926                         | Prüffall                                                           | BW |
|                | Wohnhaus Talstraße 56                       | Talstraße 56 (Karte)              | Mitte 19. Jahrhundert        | erhaltenswertes Gebäude                                            |    |
|                | Grünfläche Untere Langert                   | Untere Langert                    |                              | erhaltenswerte Grünfläche                                          |    |
|                | Bildstock Villié Morgon Platz               | neben Villié Morgon Platz (Karte) | 1837                         | Geschützt nach § 2 DSchG                                           | BW |